# 穗志萌香
穗志萌香（日语：／，1995年8月23日—），日本女演員、模特，曾用藝名保紫萌香（日语：／）。
穗志萌香出生於千葉縣。畢業於上智大學文學院。講談社贊助的選秀Miss iD2016大獎賽。直到2024年2月為止，歸屬於「Papado會社」名下。

## 生平
穗志萌香從小學習古典芭蕾，在其中發現了自我表達的樂趣，並立志成為演員。在上智大學就讀期間，她曾作為「上智大學美容百科全書」的模特登上校園海報。由於想成為演員，她申請了由講談社主辦的「Miss iD2016」(ミスiD)，並於2016年1月17日從大約4,000名申請者中脫穎而出，獲得大獎。
2017年，在東京電視台的電視劇《她們的百萬元》中首演。
2018年3月，從上智大學文學院畢業，繼續投身演藝事業。同年6月，首部主演電影《少女邂逅》在院線上映。同年10月20日，宣布將藝名改為穗志萌香。
2022年，穗志萌香獨自前往加拿大溫哥華，參與美劇《幕府將軍》的拍攝，為期約8個月。在接受採訪時，她談到這是自己第一次參與長期、大規模拍攝的經歷。該劇上映後，她飾演的「藤」成為了劇中人氣角色之一和海外觀眾的熱門話題。